# Torneo de 's-Hertogenbosch 2010
El Torneo de 's-Hertogenbosch es un evento de tenis que se disputa en Rosmalen, Países Bajos,  se juega entre el 12 y 19 de junio de 2010.

## Campeones

### Individuales Masculino
Sergiy Stakhovsky vence a  Janko Tipsarević 7–5, 6–2.

### Individuales Femenino
Justine Henin vence a  Andrea Petkovic 7–6(5), 6–4.

### Dobles Masculino
Robert Lindstedt /  Horia Tecău vencen a  Lukáš Dlouhý /  Leander Paes  6–3, 5–7, [10–8].

### Dobles Femenino
Alla Kudryavtseva /  Anastasia Rodionova vencen a   Vania King /  Yaroslava Shvedova 6–2, 2–6, [13–11].